# Kórfos (Thirassía)
Kórfos (en grec moderne : Όρμος Κόρφου) est un village portuaire grec situé sur l'île de Thirassía. En 2001 sa population est de 5 habitants.